# Géographie de l'Ain
Pour un article plus général, voir Ain (département).

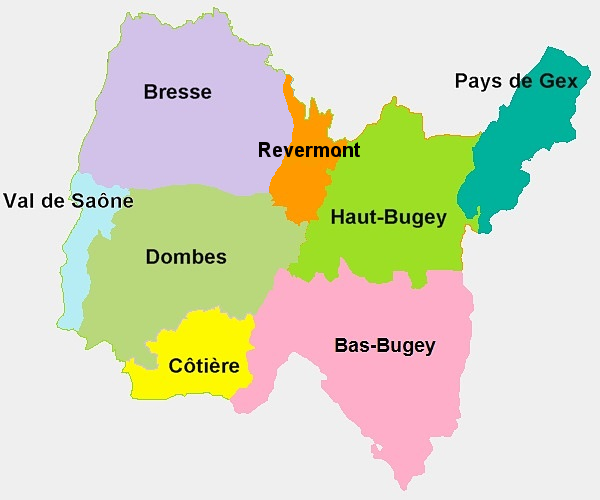
Situation approximative des régions naturelles de l'Ain

La géographie de l'Ain est caractérisée par la dualité de son relief. La rivière homonyme le traverse du nord au sud. La partie ouest est un pays de plaines avec la Bresse, la plaine de l'Ain, le Val de Saône ou de bas plateau comme la Dombes, contrastant avec l'est : le Pays de Gex, le Bugey, le Revermont constitués de cluses, vallées et montagnes de type jurassien, dont les sommets du Jura.
Le point culminant du massif du Jura et du département est le crêt de la Neige qui culmine à 1 720 mètres.
La Saône constitue la limite ouest, le Rhône la limite sud et est.

## Situation
L'Ain est un département situé au centre-est de la France. Il possède une frontière commune avec la Suisse, les cantons de Genève et de Vaud lui sont limitrophes au nord-est. Il est entouré par les départements : du Jura, de Saône-et-Loire, du Rhône, de la métropole de Lyon, de l'Isère, de Savoie, de Haute-Savoie.
L'Ain fait partie intégrante de la région Auvergne-Rhône-Alpes.
La géographie enseignait fin XIXe siècle que le département faisait partie d'un ensemble baptisé « Jura & Saône ».

## Géographie physique
| \| Bresse Dombes Côtière Bugey Revermont Pays de Gex Monts Jura Plaine de l'Ain L'Ain Le Rhône La Valserine La Saône \| Carte topographique et localisation des régions naturelles dans le département |
| Bresse Dombes Côtière Bugey Revermont Pays de Gex Monts Jura Plaine de l'Ain L'Ain Le Rhône La Valserine La Saône                                                                                      |

### Quatre grandes régions
Le département de l'Ain est divisé en huit régions dont quatre régions principales, la Bresse, la Dombes, le Bugey (haut et bas) et le Pays de Gex qui correspondent chacune à des réalités géologiques. Les deux premières sont situées à l'ouest du département avec la Bresse au nord et la Dombes au sud qui sont constituées de plaines. Les deux autres, situées à l'est, sont des régions montagneuses sur le massif du Jura.
D'autres régions plus petites se distinguent : le Val de Saône, le Revermont, la Côtière, le Plateau de Retord, le Valromey et la Michaille, petites régions du Bugey.

#### La Bresse
La Bresse est une plaine située entre le Massif central et le massif du Jura. Elle se compose de trois sous-régions que sont la Bresse bourguignonne, la Brese jurassienne et la Bresse de l’Ain. La limite bressane du département est représentée par les barrières naturelles que sont la Saône à l'ouest et l'Ain à l'est. Au nord, la limite qui sépare cette sous-région des deux autres est immatérielle. Elle s'est constituée culturellement notamment par le patois bressan.

#### La Dombes
La Dombes est un plateau située dans le sud-ouest du département de l'Ain et au nord-est de Lyon dont altitude varie autour de 280 mètres. Comme la Bresse, ses limites naturelles sont la Saône à l'ouest et l'Ain à l'est. Au sud par la Côtière qui surplombe les plaines du Rhône et au nord une limite progressive sur la Bresse. L'origine morainique du sol, composée d'argile, de cailloux et de sable, est dû aux glaciers qui recouvraient la région il y a 250 000 ans. Ils en font un sol imperméable, d'où la présence de nombreux étangs.

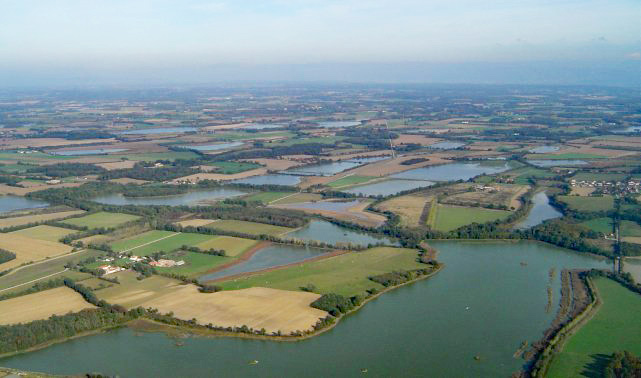
Vue aérienne
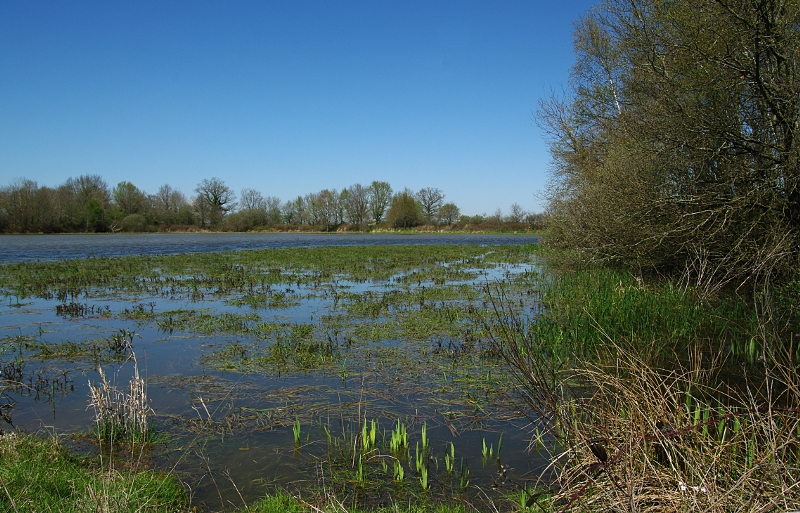
Paysage au sol.
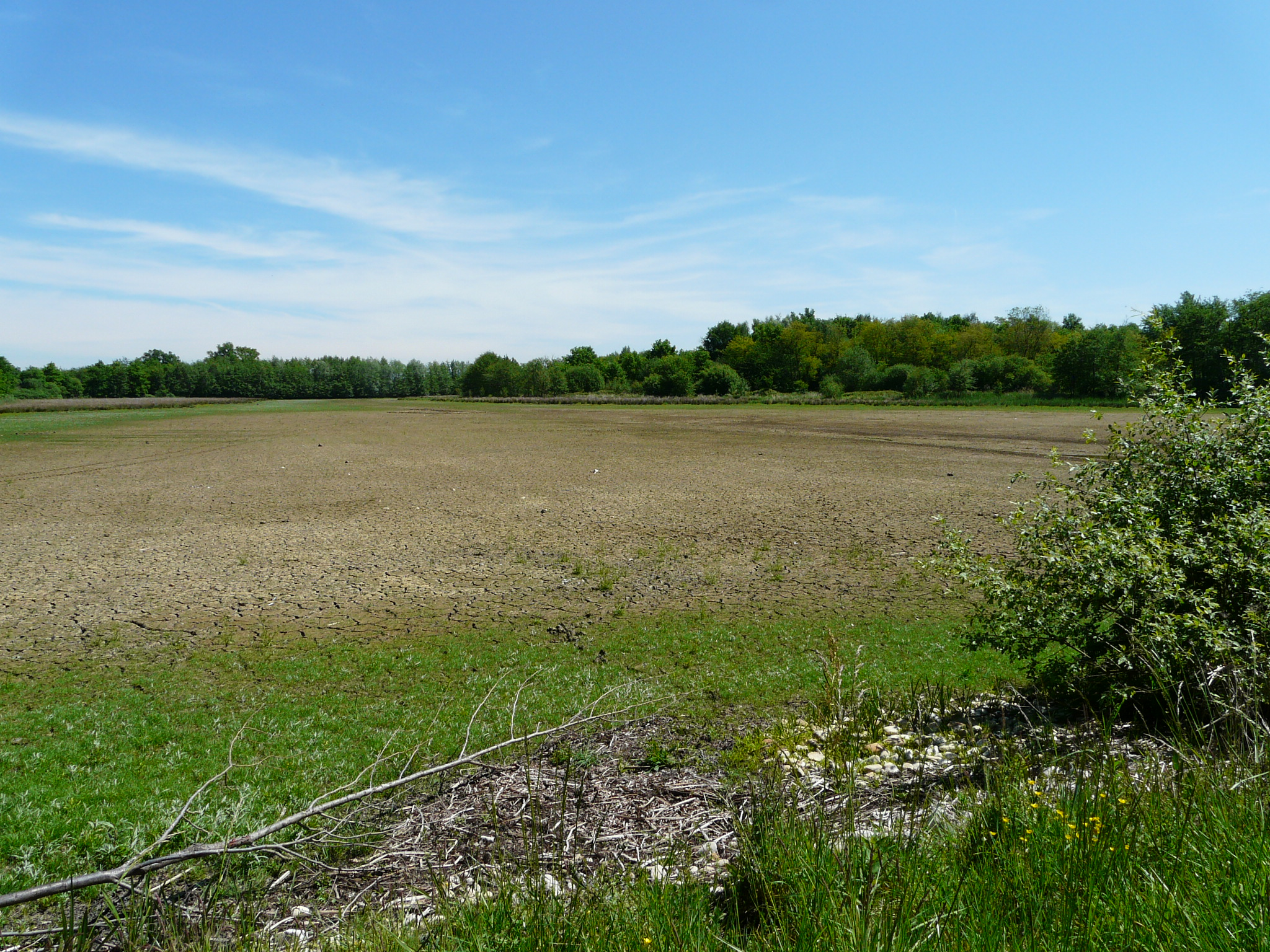
Etangs en vidange.

#### Le Bugey
Le Bugey est une région constituée d'une succession de monts. Ses frontières naturelles sont l'Ain à l'ouest et le Rhône à l'est et au sud. La limite nord est celle de la frontière avec le département du Jura.

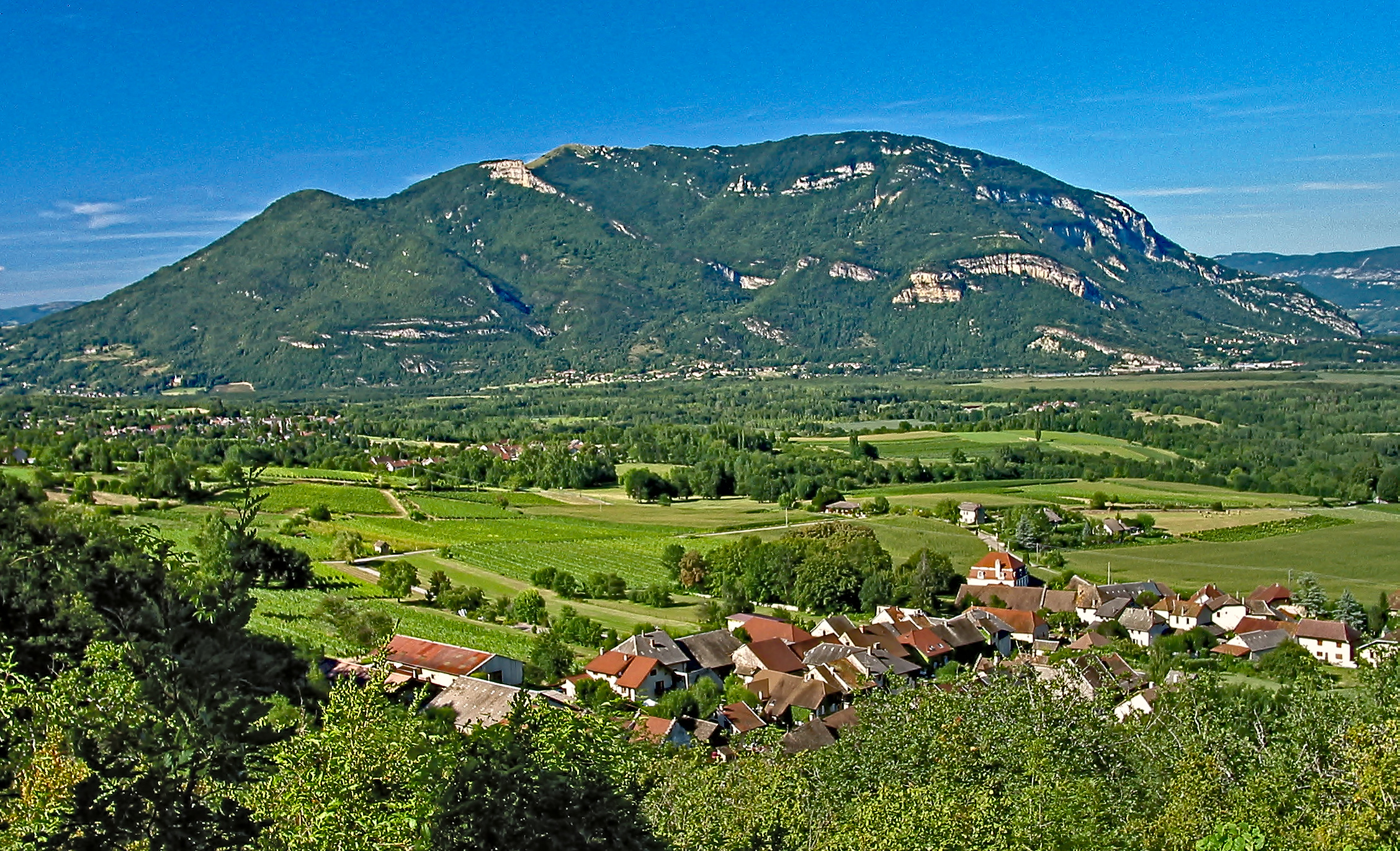
Le Grand Colombier (1 534 m) point culminant du Bugey.
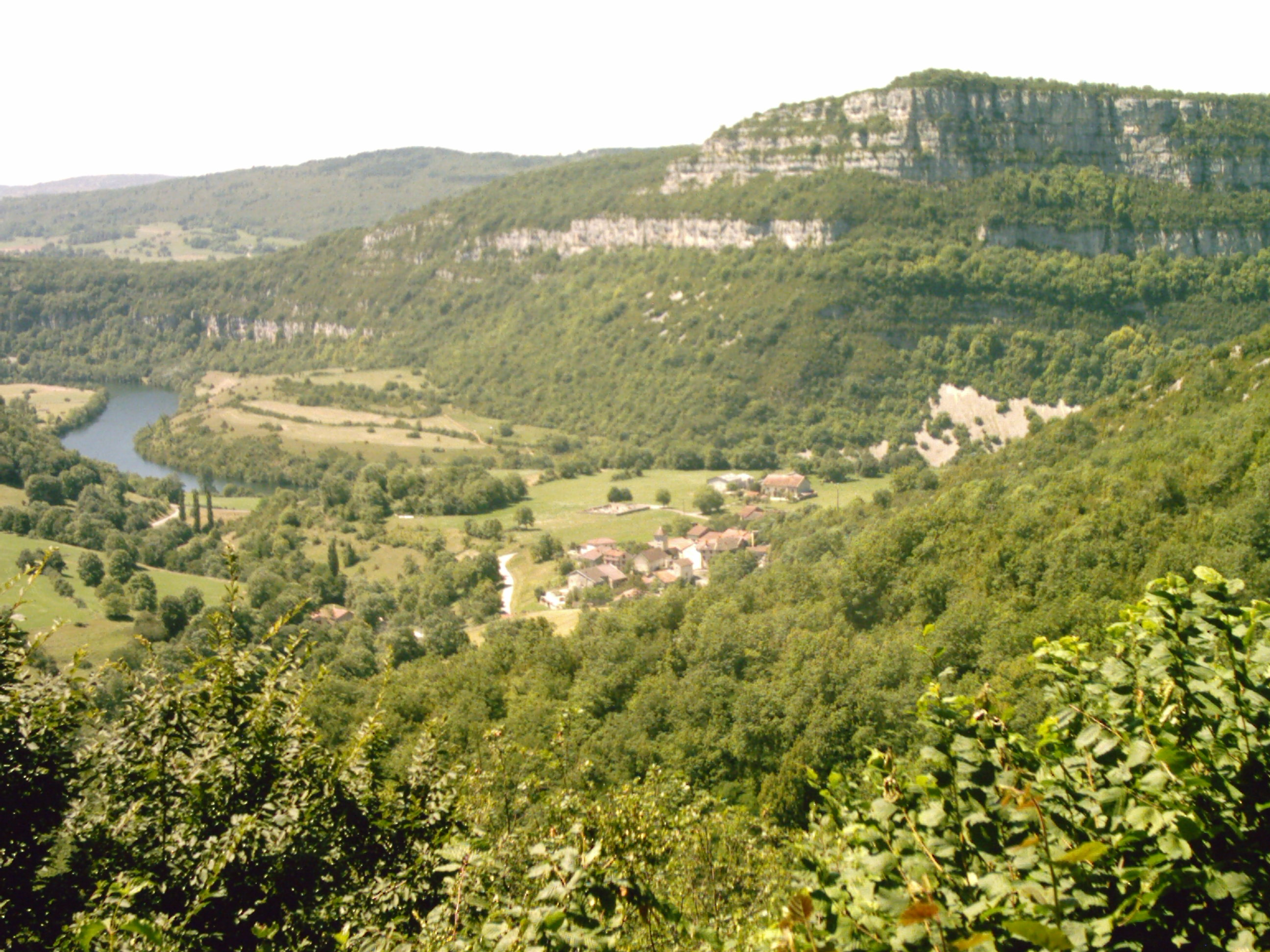
Une vue du Bas-Bugey.
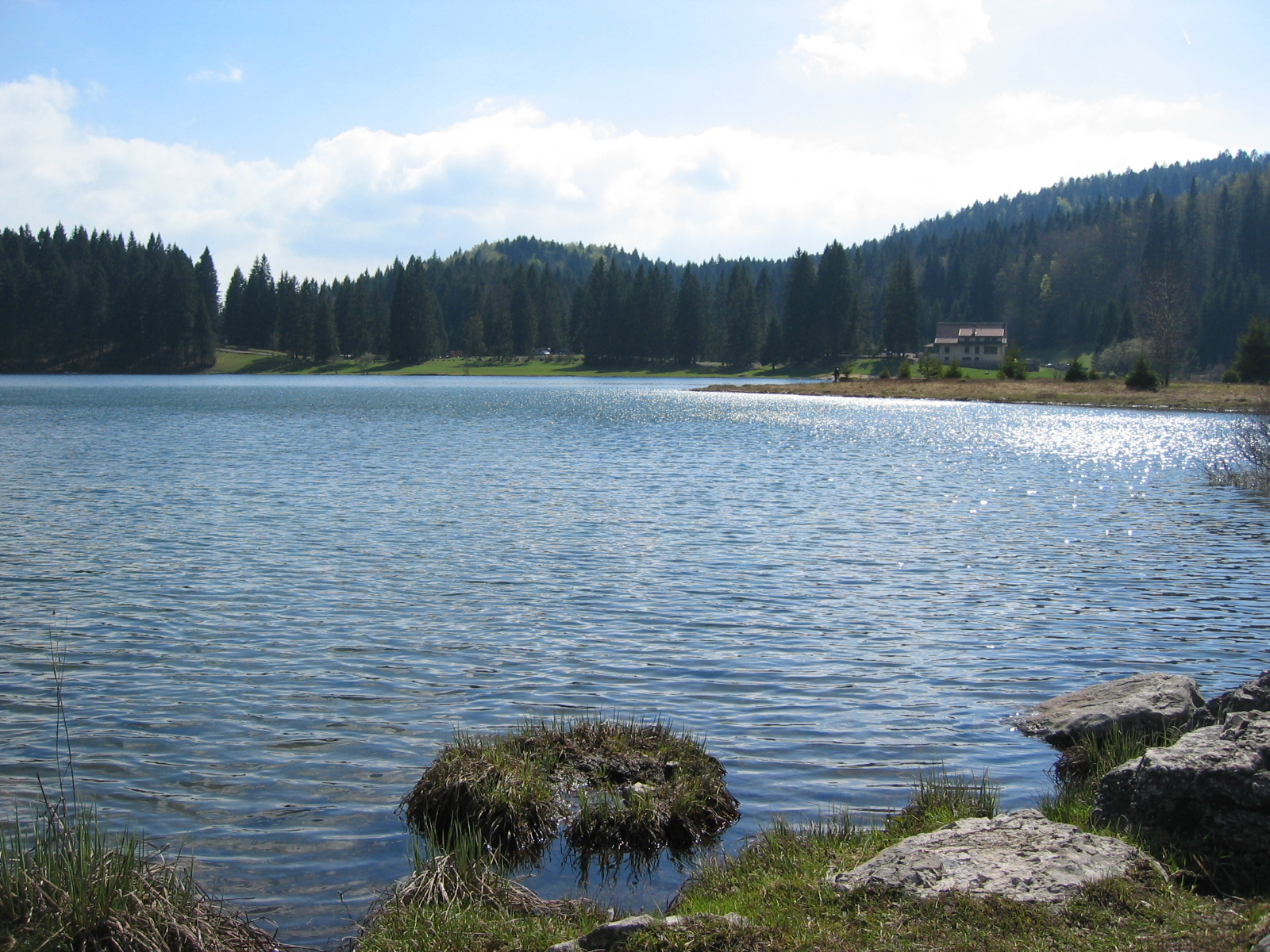
Le lac Genin, le « petit Canada du Haut-Bugey ».

#### Le Pays de Gex
Le Pays de Gex est une région comprise entre la crête du massif du Jura, où culmine le crêt de la Neige à l'ouest, et la Suisse. Il est relié au Bugey par une cluse. Il est composé de deux zones distinctes : la montagne, qui fait office de barrière climatique qui culmine jusqu'à 1 720 mètres et la plaine dont l'altitude varie entre 350 et 600 mètres. Cette dernière est incluse dans le Grand Genève.

### Hydrographie

#### Cours d'eau

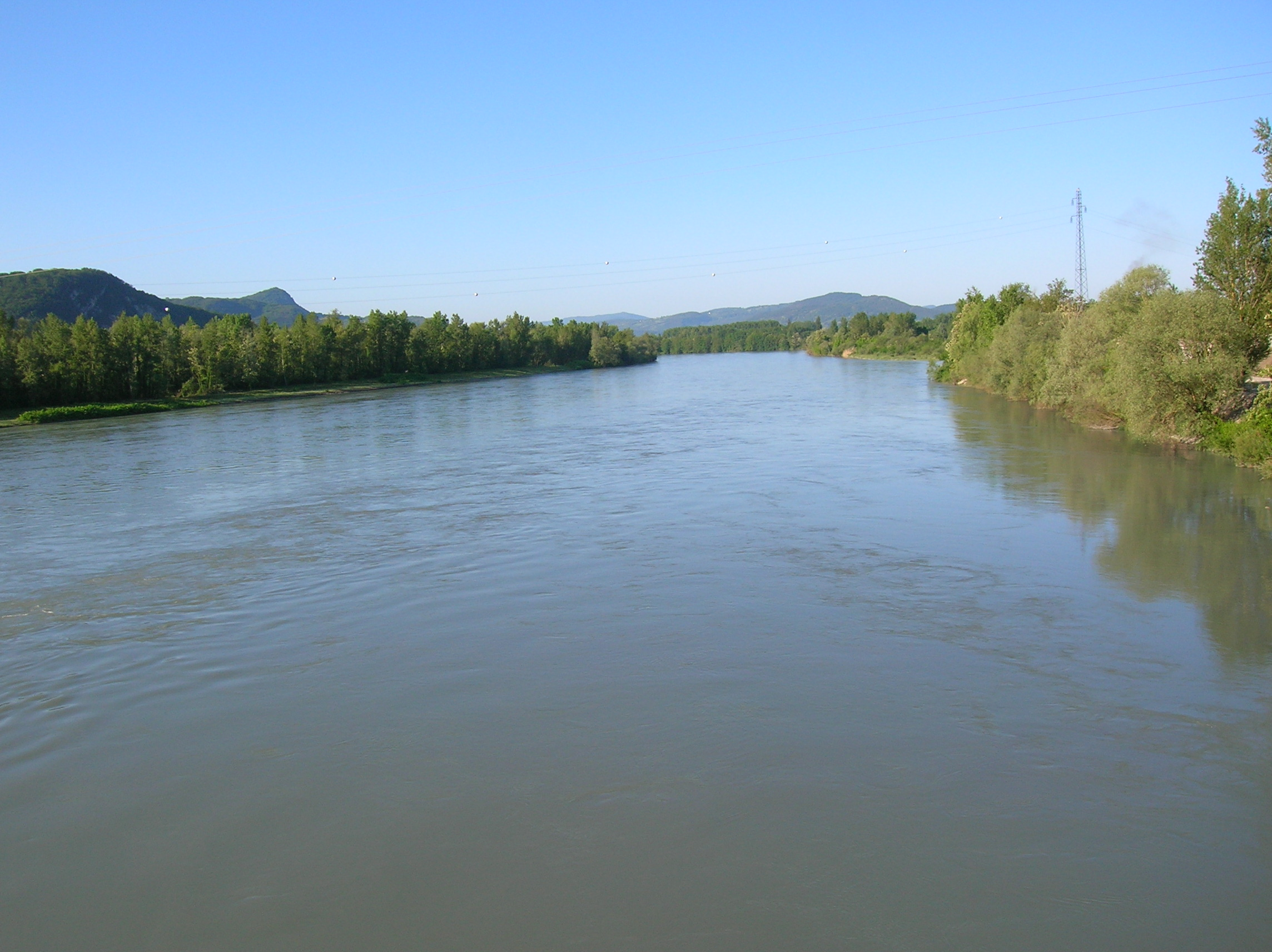
Le Rhône traversant le marais de Chautagne

- l'Ain
- la Saône
- le Rhône
- la Veyle
- la Chalaronne
- la Reyssouze
- l'Albarine
- la Valserine
- le Suran
- l'Oignin
- l'Irance
- le Sevron
- la Semine
- la Divonne

#### Les lacs
Les lacs peuvent être  répartissent en trois groupes : ceux du bassin de Belley, ceux de la montagne de Tentanet et ceux de la région de Nantua.
Le bassin de Belley, centre naturel du Bugey, est parcouru par de nombreux plissements du Jura au fond desquels ont trouvé place des lacs. Le lac d'Armaille est situé sur la commune de Saint-Germain-les-Paroisses, sa superficie est de près de 19 hectares. Le lac de Barterand sur la commune de Pollieu a une superficie est 68 hectares environ. Un circuit de randonnée permet de faire le tour du lac. Le lac de Chailloux, sur la commune de Contrevoz : le glacier a déposé des argiles et des marnes qui ont imperméabilisé  le sol, formant ainsi un lac, depuis le lac se comble lentement pour créer une tourbière grâce à laquelle 30 000 m3 d'eau sont stockés. Le lac de Chavoley est situé sur la commune de Ceyzérieu, d'une superficie de 20 hectares, le lac comprend une pièce d'eau et des zones humides. Il est interdit d'accès. Le lac de Virieu-le-Grand, de 4 hectares, possède une plage aménagée.
La montagne de Tentanet : le lac de Crotel, d'une superficie de 8,17 hectares, le sentier de grande randonnée GR 59 passe à proximité. Le lac des Hôpitaux, de 17 hectares, sur le territoire de La Burbanche est très fréquenté pour la pêche de loisirs.
La région de Nantua : le lac de Nantua est le lac naturel le plus important du département, sa superficie totale est de 141 ha, sa profondeur maximale est de 42,9 m. Il est alimenté principalement  par trois petits ruisseaux. Le lac de Sylans est situé sur les communes du Poizat-Lalleyriat et des Neyrolles, il mesure 49,7 ha.
Le lac des Eaux Bleues est un lac artificiel créé dans les années 1970. Il se trouve sur le site du Grand parc de Miribel-Jonage et mesure 350 hectares environ.

## Géographie humaine

### Découpage administratif

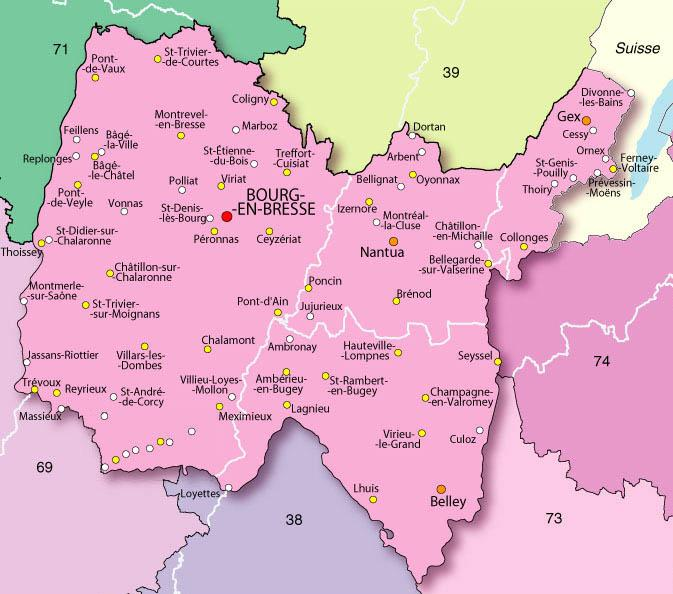
La carte des principales communes de l'Ain

Bourg-en-Bresse, Oyonnax, Ambérieu-en-Bugey, Bellegarde-sur-Valserine, Meximieux, Montluel, Miribel, Ferney-Voltaire, Gex, Saint-Genis-Pouilly, Belley, Trévoux, Divonne-les-Bains, Lagnieu, Jassans-Riottier et Nantua.